# Кгоситсиле, Кеорапетсе
1. ↑  Keorapetse Kgositsile // SNAC (англ.) — 2010.
2. ↑  Bibliothèque nationale de France Keorapetse Kgositsile // Autorités BnF (фр.): платформа открытых данных — 2011.
3. ↑  Struggle stalwart Keorapetse Kgositsile dies at age of 79

Кеорапетсе Уильям Кгоситси́ле (Киорапетсе Коситсиле, тсвана Keorapetse Kgositsile, 1938—2018) — южноафриканский поэт и общественный деятель, участник освободительного движения в ЮАР. Писал на английском языке. Поэт-лауреат Южной Африки с 2006 года и до конца жизни. В 2008 году награждён Орденом Ихаманги, одной из высших наград ЮАР. Во время длительного проживания в США добавил к Кеорапетсе второе, более простое, имя Уильям, свои же произведения исполнял под псевдонимом Бра Уилли (англ. Bra Willie).

## Ранние годы
Кеорапетсе Кгоситсиле родился 19 сентября 1938 в Йоханнесбурге. По этнической принадлежности зулу. Его мать имела работу в белом квартале города и семья арендовала пристройку на заднем дворе дома. В интервью 1974 года Кгоситсиле отмечает, как это повлияло на его рано сложившееся неприятие апартеида. С другой стороны, по его словам, он не имел той степени свободы общения, как его сверстники в чёрных кварталах. Он должен был ходить не в соседнюю школу, а в другой район в школу для негритянских детей, а после школы в основном сидел дома, а не играл с соседями-сверстниками на улице. Такое вынужденное заточение, по его словам, имело и свой положительный эффект, так как заставило его не только обдумывать происходящее, но и рано приобщиться к чтению, а затем и к первым пробам пера.
Кгоситсиле ещё в молодости стал членом Африканского национального конгресса, вёл активную политическую работу, работал колумнистом в неоднократно закрывавшемся властями политическом еженедельнике «New Age». В 1961 году, после очередного закрытия, он был предупреждён соратниками о готовящихся скорых арестах и отправился в эмиграцию% переехал в Танзанию, где работал журналистом в Дар-эс-Саламе. Через год он получил разрешение на въезд по студенческой визе в США, позднее был получен и вид на жительство. С Америкой оказались связаны следующие 13 лет его жизни.

## Жизнь в США
В США Кгоситсиле приехал в 1962 году и сначала поступил в Университет Линкольна (Пенсильвания). Следует учитывать, что в самих США всё ещё были последние годы «законов Джима Кроу» и практиковалось раздельное обучение белых и афроамериканцев. Университет Линкольна был исторически знаменит своим либеральным подходом к абитуриентам, первым разрешив поступать как женщинам в начале века, так и цветным в 1950-х. Всё время после занятий Кгоситсиле пропадал в университетской библиотеке, стараясь «прочесть столько чёрной литературы, сколько только могли ухватить мои руки» (trying to read as much black literature as I could lay my hands on).
Позднее Кгоситсиле перевёлся в Университет Нью-Гэмпшира, а ещё позднее в Новую школу социальных исследований в Нью-Йорке. С этим многонациональным мегаполисом окажется связана дальнейшая американская часть жизни Кгоситсиле, здесь же он становится известным как новый англоязычный поэт со своим стилем. В 1969 году вышел первый сборник его стихотворений «Освобождённые души» (Spirits unchained). В 1971 он получил учёную степень магистра изящных искусств (Master of Fine Arts) в Колумбийском университете.
Для друзей и знакомых Кеорапетсе Кгоситсиле предлагал более простое второе имя Уильям, оттуда же происходит выбранный им творческий псевдоним Бра Уилли (Bra Willie). Популярны стали авторские исполнения стихотворений Бра Вилли, в которых он старался соединить традиции африканской и афроамериканской культур, не связывая их требованиями «белой эстетики». Особо значение он придавал джазу, как важному элементу его идеи всемирной африканской диаспоры, способному объединять её членов звуками, лишь для них имеющих полное истинное звучание.

Нет никакого искусства — так, как его понимают наши угнетатели. Есть лишь движение. Сила. Творческий заряд. Прогулка цоци по Софиатауну — или моего американского брата из Гарлема по Ленокс-авеню. Холлеры. Блюзы. Рифф Трейна. Марвин Гэй или мбаканга. Выстраданное счастье. Творческий заряд, в какой бы форме ни был выпущен, двигается как мускулы танцора.
Оригинальный текст (англ.)There is nothing like art — in the oppressor's sense of art. There is only movement. Force. Creative power. The walk of Sophiatown tsotsi or my Harlem brother on Lenox Avenue. Field Hollers. The Blues. A Trane riff. Marvin Gaye or mbaqanga. Anguished happiness. Creative power, in whatever form it is released, moves like the dancer's muscles.

Этим же принципам Кеорапетсе «Бра Уилли» Кгоситсиле следовал и в стилистике своих стихотворений, а их публичные чтения делал синтезом декламации, напева и танца. Уже в первых своих сборниках стихов «Раскованный дух» (1969), «К Мельбе» (1970), «Моё имя — Африка» (1971), «Здесь опасно жить» (1974), изданных в США, гневно обличал расовое неравенство и призывал включаться в борьбу за справедливость.

## Возвращение
Несмотря на растущее признание в США, в 1975 году Кгоситсиле решает вернуться в Африку. Так как въезд в ЮАР ему был запрещён, он поехал в Танзанию и получил место преподавателя английского языка и литературы в Университете Дар-эс-Салама. Позже он работал преподавателем в Кении, Ботсване, Замбии. В те же годы он восстановил связи с АНК.
В июле 1990 года, после 26 лет запрета, Кгоситсиле получил разрешение вернуться на родину в ЮАР, где сразу активно включился в литературную и общественную жизнь страны. Свои впечатления и мысли про уходящий в прошлое апартеид он изложил в конце 1991 года в очерке «Пересекая границы, которых не покидал» (Crossing borders without leaving).

За свою литературно-общественную деятельность Кгоситсиле в 2006 году получил звание Поэт-лауреат Южной Африки. В 2008 году награждён Орденом Ихаманги 2-й степени «за выдающиеся заслуги в области литературы и за применение своих неординарных талантов в этой области для выставления зла системы апартеида напоказ всему миру».
Скончался 3 января 2018 года в Йоханнесбурге.

## Личная жизнь
Первая жена Мельба (Melba Johnson Kgositsile) была адвокатом в Нью-Йорке и активисткой за равные права чернокожего населения Америки. Ей был посвящён второй по времени сборник стихотворений «Для Мельбы». В этом браке родилась дочь Ипеленг (Ipeleng), также упомянутая в заглавии сборника 1975 года «Места и пятна крови: Заметки для Ипеленг». Мельба скончалась в 1994 году в возрасте 54 лет от рака.
Предыдущий брак распался перед возвращением Кгоситсиле на африканский континент. В 1974 в Танзании его женой стала работавшая там же Балека Мбете, политическая активистка и будущая вице-президент Южно-Африканской Республики. Этот брак распался в 1992 году.
Долгое время Кеорапетсе Кгоситсиле жил с Черил Харрис (Cheryl Harris), известным профессором права Калифорнийского университета. У них родился сын Теба Неруда (Thebe Neruda Kgositsile). Второе имя было выбрано отцом в честь любимого им чилийского поэта Пабло Неруды. На 2019 год их сын, популярный американский рэпер, более известен под своим псевдонимом Эрл Свэтшот.
Последней женой стала Бэби Доркас Кгоситсиле (Baby Dorcas Kgositsile). Кеорапетсе Кгоситсиле оставил семерых детей и нескольких внуков.

## Сборники стихотворений
- Раскованный дух (Освобождённые души, Spirits unchained, 1969)
- Для Мельбы (К Мельбе, For Melba, 1970)
- Меня зовут Африка (Моё имя — Африка, My name is Afrika, 1971)
- Настоящее — опасное место для жизни (Здесь опасно жить, The Present is a dangerous place to live, 1974)
- Места и пятна крови: Заметки для Ипеленг (Places and bloodstains: Notes for Ipeleng, 1975)
- Когда тучи рассеются (When the clouds clear, 1990)
- Если бы я мог запеть (If I could sing, 2002)
- Так я вас приветствую (This way I salute you, 2004)